# جاكوب بي. آجوس
جاكوب بي. آجوس (بالإنجليزية: Jacob B. Agus) هو حاخام أمريكي، ولد في 8 نوفمبر 1911، وتوفي في 26 سبتمبر 1986 في بالتيمور في الولايات المتحدة.